# Verdrag van Tlatelolco

Kernwapenvrije gebieden zijn in blauw aangeduid

Het Verdrag van Tlatelolco, formeel het Verdrag voor het verbod op nucleaire wapens in Latijs-Amerika en het Caribisch Gebied, is een verdrag waarmee de landen van Latijns-Amerika en het Caribisch Gebied zich hebben verplicht hun regio kernwapenvrij te houden. Het verdrag werd getekend in Tlatelolco, in het noorden van Mexico-Stad, op 14 februari 1967 en trad in werking op 25 april 1969.
Al eerder was in het Antarctisch verdrag bepaald dat Antarctica kernwapenvrij zou zijn, maar dit was de eerste keer dat een groot, bewoond gebied kernwapenvrij werd verklaard. Het verdrag van Tlatelolco verbiedt het "testen, gebruiken, vervaardigen, produceren of verkrijgen op wat voor wijze dan ook voor elk soort nucleair wapen" en verbiedt de "ontvangst, opslag, installatie, opstelling en elke vorm van bezit" van dergelijke wapens. Het verdrag werd getekend en geratificeerd door alle Latijns-Amerikaanse en Caribische landen. Cuba was het laatste land dat het verdrag ratificeerde, in 2002. In bijgevoegde protocollen worden het de landen met gebiedsdelen in Latijns-Amerika of het Caribisch Gebied (de Verenigde Staten, Frankrijk, het Verenigd Koninkrijk en Nederland) gedwongen hun Latijns-Amerikaanse en Caribische bezittingen eveneens kernwapenvrij te houden, en is het de bestaande kernmachten verboden activiteiten te ondernemen die de kernwapenvrije status van het gebied ondermijnen.
Het verdrag van Tlatelolco is in de jaren 70 en 80 geschonden door Argentinië en Brazilië, die beiden een kernwapenprogramma hadden opgestart. In beide landen is het programma inmiddels stopgezet, en is nooit daadwerkelijk een kernwapen vervaardigd.
Alfonso García Robles en Alva Myrdal hebben in 1982 de Nobelprijs voor de Vrede ontvangen voor hun bijdrage aan het verdrag van Tlatelolco.